# Antuca me enamora
Antuca me enamora es una telenovela ecuatoriana de comedia dramática producida por TC Televisión en 2020, basada en una historia escrita por Fabrizio "El Churo" Aveiga y dirigida por Andrés Garzón y Juan Salazar, durante la telenovela se aborda el tema del empoderamiento femenino. Se estrenó el 7 de julio de 2020 en horario de las 20h00, en sustitución de Bronco: La serie y finalizó el  4 de enero de 2021 siendo reemplazada por la serie Promesas de campaña.
Protagonizada por Katty García y Ney Calderón con Claudia Camposano y Carolina Jaume —reemplazada después por Alejandra Paredes—, junto con los primeros actores Prisca Bustamante y Andrés Garzón en los roles antagónicos. Cuenta además con las actuaciones estelares de Christian Maquilón, Juan Carlos Román, Paola Farías y los primeros actores Tania Salas, Carmen Angulo y Oswaldo Segura (en su regreso a la actuación en televisión).

## Trama
Fanny Mora (Tania Salas) es la madre de las hermanas Mena Mora. Consciente de que sus hijas jamás han podido tener una relación amable y cordial decide fingir su muerte para reunirlas en su casa y poder darles un anuncio que las sorprenderá.
Mientras estuvo enferma en el hospital conoció un hombre que la cautivó y que será el nuevo heredero de sus bienes. La condición que Fanny le pone a sus hijas Antuca (Katty García), Sisi (Carolina Jaume/Alejandra Paredes) y Chachi (Claudia Camposano) para tener acceso a parte de esta herencia, es que ellas convivan durante 1 año en su casa, durmiendo las tres en la misma habitación y aprendiendo a relacionarse en armonía.
Esto pondrá de cabeza las vidas de las hermanas, quienes atraviesan una difícil etapa económica y tienen que aceptar la propuesta de su madre. Adicional a esto, el nuevo pretendiente de Fanny es nada más y nada menos que Lolo (Ney Calderón), un enfermero del cual su hija mayor Antuca se ha enamorado y que conoció pocas horas antes del anuncio de la muerte de Fanny.
Lo que Antuca desconoce es que la relación de su madre con Lolo es fingida y que es parte del plan para poder reunir a sus hijas y verlas por fin juntas y queriéndose. Ni Lolo ni Fanny podrán revelar la verdad, ya que ambos tienen un pacto que resulta imposible romper. Sumado a ello, Antuco Mena (Oswaldo Segura), el exesposo de Fanny, regresará para recuperar el cariño de sus hijas y el amor de su exmujer.
Así inicia esta historia en la que las ocurrencias de sus protagonistas marcarán día a día situaciones llenas de humor y frescura, además de una deslumbrante historia de amor entre Antuca y Lolo. Las tres hermanas descubrirán en el transcurso de esta trama la sublime importancia de la unión y la hermandad y que su naturaleza femenina les otorga un poder insospechado que les permitirá sanar sus heridas, volver a creer en el amor y convertirse en mujeres empoderadas.

## Elenco

### Reparto principal
- Katty García como Antonia "Antuca" Mena Mora / La Prima Piluca
- Ney Calderón como Holger "Lolo" Montiel Muñoz
- Claudia Camposano como Isabel Antonia "Chachi" Mena Mora
- Carolina Jaume como Sixta Antonia "Sisi" Mena Mora (episodios 1–32)
- Alejandra Paredes como Sixta Antonia "Sisi" Mena Mora (episodios 33–115)[7]
- Tania Salas como Fanny Mora
- Oswaldo Segura como Antonio "Antuco" Mena
- Prisca Bustamante como Dorotea Petersen de Andrade
- Juan Carlos Román como Xavier "Xavico" Astudillo
- Andrés Garzón como León Andrade[8]
- Christian Maquilón como Rómulo "Romulito" Astudillo
- Carmen Angulo como Maritza Rizzo
- Fernando Villao como Vicente Serafín "Viche" Tenorio
- Doménica Bustamante como Valeria Andrade Mena / Valeria Astudillo Mena
- Ren Kai como Alessio Chong Montiel

### Reparto recurrente
- Alain Chaviano como Pedro José Maldonado "Señor Langostino"
- Dora West como Alba Coralia[9]
- Carolina Piechestein como "La Cuky" Rivadeneira
- Gina Ordóñez como Guillermina Mora
- Paola Farías como Cleotilde Vásquez "Cleo"
- Nerio David Pérez como Rodrigo
- Luis Villamar como Don Sebastián
- Arturo Viscarra como Rafael
- Valentina de Abreu como Leticia
- Alberto Cajamarca como Horacio Manrique
- Santiago San Miguel como Roy Rojas
- James Long como Franco Gianetti
- Henry Layana como Nicolás "Nico"
- Maribel Solines como Blanca Esther Mora
- José Urrutia como Fernando Copetillo
- Julián Campos como Henry
- Issam Eskandar como Amir Abdul
- Benjamin Cortés como Daniel de la Torre
- Kevin Chapin como Sergio Vásquez
- Fernando Agustín Barona como Abimael
- Emma Guerrero como Luna
- Yilda Banchón como Yiyi Dark
- Katherine Pico como Piluchona
- Jackson Peralta como Mario Francisco "Panchito"
- Allan Quiñonez como Memo
- Diego Naranjo como José Gabriel
- Israel Maldonado como Roberto Bermúdez
- Angélica Arriciaga como Amanda Rivas "La cabra ebria"
- Jorge Cheing como el papá de Alessio
- Ricardo Granizo como el productor de cine
- Diego Murtinho como el Bombero
- Juan José Jaramillo como Juan Carlos Moreno
- Jaime Roca como el caza talentos
- Gabriel Gallardo como el dueño de la disquera
- Fernando Arboleda como el cómplice de Dorotea

### Invitados especiales
- Andrés Jungbluth como él mismo
- Okan Yore como él mismo
- Mauricio Ayora como él mismo
- David Naula como él mismo
- Romina Calderón como ella misma
- Tres Dedos como ellos mismos
- Eduardo Andrade como él mismo

## Producción
En diciembre de 2019, TC Televisión anunció que se encontraba produciendo una nueva producción dramática a estrenarse durante el primer semestre de 2019, confirmando a Katty García, Ney Calderón, Carolina Jaume y Claudia Camposano como sus protagonistas principales. Las grabaciones de la telenovela empezaron en el mes de enero de 2020. A inicios del mismo mes, se confirmó a Oswaldo Segura dentro del elenco de la historia, marcando así su regreso a la actuación en televisión después de más de 15 años de ser parte de programas de espectáculos y entretenimiento como presentador.
El 16 de enero, a través del programa De boca en boca de TC, se reveló a los actores que también forman parte de la producción, entre los que se destacan Andrés Garzón (quien a su vez es el director de escena de la telenovela), Tania Salas, Christian Maquilón, Carmen Angulo, Fernando Villao, Doménica Bustamante, entre otros. También se confirmó a Juan Carlos Román y a la primera actriz Prisca Bustamante, quienes regresan a TC después de varios años. El cantante chino-ecuatoriano Ren Kai también fue confirmado como parte del elenco, marcando así su debut en la actuación.
Las grabaciones del seriado se suspendieron desde el 16 de marzo de 2020, a raíz de la pandemia de enfermedad por coronavirus en Ecuador y la declaratoria de estado de excepción por parte del Gobierno ecuatoriano, por lo tanto el estreno de la serie tuvo que ser retrasado para el segundo semestre del año. Las grabaciones se retomaron a mediados de mayo del mismo año, bajo estrictas normas de bioseguridad, como la realización de pruebas de COVID-19 y evitar escenas románticas, para proteger a los actores y al equipo de producción ante posibles contagios. La producción de la telenovela finalizó grabaciones el 30 de noviembre de 2020.

### Salida de Carolina Jaume
El 19 de mayo de 2020, a pocos días de haberse reanudado las grabaciones de la telenovela, se confirmó la salida de Carolina Jaume, quien interpretaba a "Sisi", de TC Televisión. La actriz fue la encargada de anunciar su desvinculación de la empresa a través de su cuenta de Instagram. La salida de Jaume de la producción se debió a que la actriz acudió, sin autorización del canal, a una fiesta privada que se realizó junto a otras personalidades de pantalla durante el toque de queda impuesto por el Gobierno para frenar la propagación del COVID-19. A raíz de la salida de Jaume, varios nombres de actrices como María Fernanda Ríos, Krysthel Chuchuca y Catherine Velasteguí sonaron para ocupar su lugar y continuar interpretando el personaje de "Sisi". Finalmente, la actriz escogida para sumarse al elenco de "Antuca me enamora" fue Alejandra Paredes, siendo confirmada a través de las redes sociales del canal el 28 de mayo. El 20 de agosto de 2020 fue la primera aparición de Alejandra Paredes como Sisi Mena Mora, en el capítulo 33.

## Premios y nominaciones

### Premios ITV 2021
| Categoría                   | Nominado           | Resultado |
| --------------------------- | ------------------ | --------- |
| Mejor actriz dramática      | Claudia Camposano  | Nominada  |
| Mejor actor dramático       | Christian Maquilón | Nominado  |
| Premio Rafael Duany Navarro | Katty García       | Ganadora  |
| Premio Rafael Duany Navarro | Ney Calderón       | Ganador   |